# Vilaüt
Vilaüt – miejscowość w Hiszpanii, w Katalonii, w prowincji Girona, w comarce Alt Empordà, w gminie Pau.
Według danych INE z 2005 roku miejscowość zamieszkiwało 10 osób.